# Phan Văn Giang
Phan Văn Giang (sinh ngày 14 tháng 10 năm 1960) là một tướng lĩnh Quân đội nhân dân Việt Nam, cấp bậc quân hàm Đại tướng. Ông hiện là Bộ trưởng Bộ Quốc phòng trong Chính phủ Phạm Minh Chính, Ủy viên Bộ Chính trị Ban Chấp hành Trung ương Đảng Cộng sản Việt Nam khóa XIII, Phó Bí thư Quân ủy Trung ương. Ông cũng là Ủy viên Hội đồng Quốc phòng và An ninh Việt Nam và đại biểu Quốc hội Việt Nam khóa XV, nhiệm kỳ 2021-2026 thuộc đoàn đại biểu Quốc hội tỉnh Thái Nguyên.
Tháng 8 năm 1978, Phan Văn Giang nhập ngũ. Khi nhập ngũ, ông là chiến sĩ thuộc Sư đoàn 346, sang năm 1979, ông tham gia chiến đấu tại mặt trận tỉnh Cao Bằng trong cuộc chiến tranh biên giới Việt - Trung. Sau cuộc chiến tranh này, ông ôn văn hóa tại Trường Văn hóa Quân khu 1 rồi theo học tại Trường Sĩ quan Chỉ huy kỹ thuật Tăng từ năm 1980 đến năm 1983. Sau khi tốt nghiệp, ông bắt đầu công tác tại Sư đoàn 312, Quân đoàn 1, được giao đảm nhiệm các chức vụ lãnh đạo, chỉ huy từ cấp trung đội đến cấp trung đoàn. Năm 2003, ông được bổ nhiệm giữ chức Sư đoàn trưởng Sư đoàn 312, Quân đoàn 1. Năm 2010, ông được bổ nhiệm làm Tư lệnh Quân đoàn 1. Sang năm sau, ông làm Phó Tổng Tham mưu trưởng Quân đội nhân dân Việt Nam. Năm 2014, ông về Quân khu 1 giữ chức Tư lệnh Quân khu này. Tháng 1 năm 2016, ông trúng cử vào Ban Chấp hành Trung ương Đảng khóa XII, đến tháng 4 năm đó, ông được bổ nhiệm làm Thứ trưởng Bộ Quốc phòng, sang tháng 5 năm 2016, ông kiêm nhiệm thêm chức vụ Tổng Tham mưu trưởng Quân đội nhân dân Việt Nam, thay Đại tướng Đỗ Bá Tỵ.
Tháng 1 năm 2021, ông tiếp tục được bầu vào Ban Chấp hành Trung ương Đảng khóa XIII và được Trung ương Đảng bầu vào Bộ Chính trị khóa XIII. Tháng 4 năm 2021, ông được bầu làm Bộ trưởng Bộ Quốc phòng, thay Đại tướng Ngô Xuân Lịch nghỉ hưu. Tháng 7 năm 2021, ông được thăng quân hàm Đại tướng, trở thành tướng lĩnh Quân đội nhân dân Việt Nam thứ 16 được phong cấp bậc quân hàm này.

## Thân thế và học vấn
Phan Văn Giang sinh ngày 14 tháng 10 năm 1960 tại xã Hồng Quang, huyện Nam Trực, tỉnh Nam Định. Quê quán ở xã Linh Sơn, huyện Đồng Hỷ, tỉnh Thái Nguyên.
Từ năm 1980 đến năm 1983, ông theo học tại Trường Sĩ quan Tăng – Thiết giáp. Ngoài chỉ huy kỹ thuật Tăng - Thiết giáp, ông còn được đào tạo về hậu cần và lục quân. Ông cũng được đào tạo để trở thành sĩ quan chỉ huy cấp chiến dịch và chiến lược tại Học viện Quốc phòng. Ông đã lấy bằng tiến sĩ khoa học quân sự tại Học viện Quốc phòng. Ông nói thành thạo tiếng Anh.

## Sự nghiệp
Sau khi học xong bậc giáo dục phổ thông 10/10, tháng 8 năm 1978, ở tuổi 18, Phan Văn Giang tham gia quân đội. Khi vào bộ đội, ông là chiến sĩ thông tin. Năm 1979, ông có mặt ở điểm cao 893 Bản Pát thuộc mặt trận tỉnh Cao Bằng để tham gia chiến đấu bảo vệ biên giới phía Bắc. Tháng 11 năm 1979, Phan Văn Giang được cấp trên cho đi ôn văn hóa để thi vào Trường Sĩ quan Tăng – Thiết giáp. Tháng 8 năm 1980, ông được gọi vào Trường Cao đẳng Tăng - Thiết giáp để học nhưng chưa kịp học thì lại được gọi vào học tại Trường Sĩ quan Tăng – Thiết giáp. Năm 1983, khi tốt nghiệp khóa học, ông được thay mặt 200 học viên đọc lời tuyên thệ trước cờ.
Ngày 4 tháng 12 năm 1982, ông được kết nạp vào Đảng Cộng sản Việt Nam ở tuổi 22.
Tháng 9 năm 1983, sau khi tốt nghiệp khóa học tại Trường Sĩ quan Tăng – Thiết giáp, Phan Văn Giang được phân công về làm việc và có thời gian dài công tác tại Sư đoàn 312, Quân đoàn 1, kinh qua các chức vụ lãnh đạo, chỉ huy từ cấp trung đội đến cấp trung đoàn.
Tháng 11 năm 2003, ông được bổ nhiệm giữ chức Sư đoàn trưởng Sư đoàn 312, Quân đoàn 1. Tháng 8 năm 2008, ông được bổ nhiệm làm Phó Tư lệnh Quân sự Quân đoàn 1. Sang tháng 2 năm sau, ông chuyển sang giữ chức Phó Tư lệnh kiêm Tham mưu trưởng Quân đoàn 1.
Tháng 6 năm 2010, ông được bổ nhiệm giữ chức vụ Tư lệnh Quân đoàn 1. Tháng 8 năm 2010, ông được thăng quân hàm Thiếu tướng.
Tháng 10 năm 2011, ông được bổ nhiệm làm Bí thư Đảng ủy Bộ Tổng Tham mưu - Cơ quan Bộ Quốc phòng, Phó Tổng Tham mưu trưởng Quân đội nhân dân Việt Nam. Tháng 9 năm 2013, ông được thăng quân hàm Trung tướng.
Tháng 3 năm 2014, ông được bổ nhiệm giữ chức Tư lệnh Quân khu 1, đồng thời là Ủy viên Quân ủy Trung ương.
Ngày 26 tháng 1 năm 2016, tại Đại hội đại biểu toàn quốc lần thứ XII của Đảng, ông được bầu làm Ủy viên Ban Chấp hành Trung ương Đảng Cộng sản Việt Nam khóa XII.
Ngày 12 tháng 4 năm 2016, tại Quyết định số 605/QĐ-TTg, Thủ tướng Chính phủ Nguyễn Xuân Phúc bổ nhiệm Phan Văn Giang giữ chức Thứ trưởng Bộ Quốc phòng Việt Nam.
Ngày 17 tháng 5 năm 2016, Chủ tịch nước Trần Đại Quang đã ký Quyết định số 955/QĐ-CTN bổ nhiệm Phan Văn Giang giữ chức Tổng Tham mưu trưởng Quân đội nhân dân Việt Nam. Ông cũng đồng thời là Ủy viên Thường vụ Quân ủy Trung ương, Thứ trưởng Bộ Quốc phòng.
Ngày 1 tháng 9 năm 2017, ông được thăng quân hàm Thượng tướng.
Ngày 30 tháng 1 năm 2021, tại Đại hội đại biểu toàn quốc lần thứ XIII của Đảng, ông tái đắc cử Ủy viên Ban Chấp hành Trung ương Đảng Cộng sản Việt Nam khoá XIII. Ngày 31 tháng 1 năm 2021, tại Hội nghị lần thứ nhất Ban Chấp hành Trung ương Đảng khóa XIII, ông được Trung ương Đảng bầu vào Bộ Chính trị khóa XIII.
Ngày 8 tháng 4 năm 2021, tại kỳ họp thứ 11, Quốc hội khóa XIV, nhiệm kỳ 2016-2021, Phan Văn Giang được bầu làm Bộ trưởng Bộ Quốc phòng Việt Nam, thay Đại tướng Ngô Xuân Lịch.

Đại tướng Phan Văn Giang và Kishi Nobuo, Bộ trưởng Bộ Quốc phòng Nhật Bản

Ngày 12 tháng 7 năm 2021, Phan Văn Giang được thăng quân hàm Đại tướng, trở thành tướng lĩnh Quân đội nhân dân Việt Nam thứ 16 được phong quân hàm này.
Ngày 28 tháng 7 năm 2021, tại kỳ họp thứ nhất, Quốc hội khóa XV nhiệm kỳ 2021-2026, ông tiếp tục được bầu làm Bộ trưởng Bộ Quốc phòng ở nhiệm kỳ mới của Chính phủ Việt Nam.

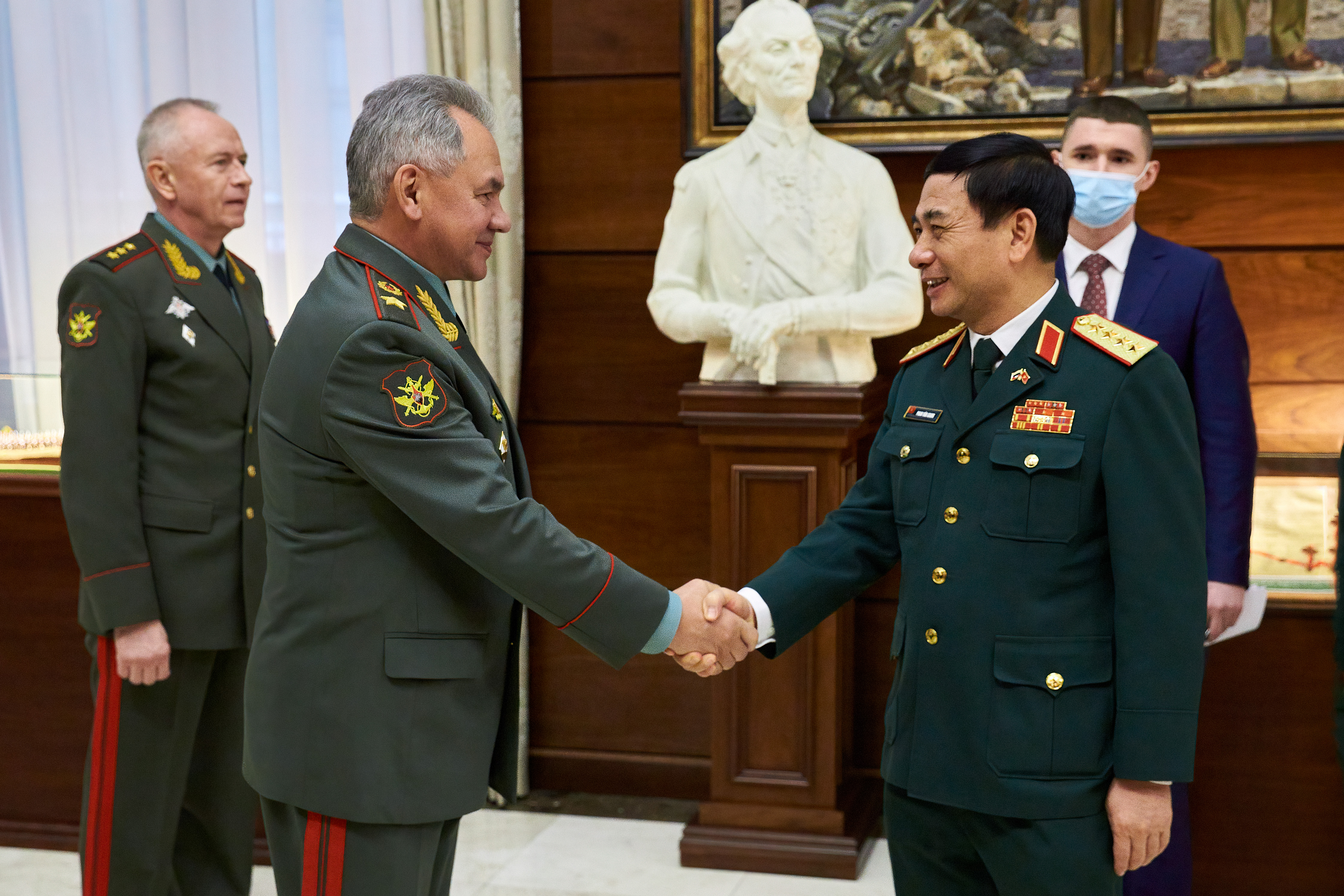
Bộ trưởng Quốc phòng Nga Sergei Shoigu và Phan Văn Giang ở Moscow, tháng 12 năm 2021

## Khen thưởng

### Huân chương, huy chương Việt Nam
- Huân chương Quân công hạng Nhất
- 02 Huân chương Quân công hạng Ba.
- Huân chương Chiến công hạng Nhất.
- Huân chương Chiến công hạng Nhì.
- Huân chương Bảo vệ Tổ quốc hạng Nhất.[12]
- 02 Huân chương Bảo vệ Tổ quốc hạng Ba.
- Huy chương Quân kỳ quyết thắng.
- Huy chương Chiến sĩ vẻ vang hạng Nhất, Nhì, Ba.
- Huy hiệu 40 năm tuổi Đảng (2023).[13]

### Huân chương, huy chương nước ngoài
- Huân chương Hoàng gia Sahametrei hạng Nhất của Vương quốc Campuchia.
- Huân chương Hữu nghị của Liên bang Nga.[14]
- Huân chương Playa Girón của Cộng hòa Cuba.[15]
- Huân chương Tự do hạng Nhất, Nhì, Ba của CHDCND Lào.

## Lịch sử thụ phong quân hàm
| Năm thụ phong | 1983      | 1985   | 1988     | 1992     | 1997      | 2001   | 2005        | 2010        | 2013         | 2017      | 2021 |
| ------------- | --------- | ------ | -------- | -------- | --------- | ------ | ----------- | ----------- | ------------ | --------- | ---- |
| Cấp bậc       |           |        |          |          |           |        |             |             |              |           |      |
| Trung úy      | Thượng úy | Đại úy | Thiếu tá | Trung tá | Thượng tá | Đại tá | Thiếu tướng | Trung tướng | Thượng tướng | Đại tướng |      |